# 小行星1384
小行星1384（1384 Kniertje）是一颗围绕太阳公转的小行星。1934年9月9日，亨德里克·范根特在约翰内斯堡发现了此天体。
該小行星以荷蘭劇作家赫爾曼·海耶曼斯的劇本《Op Hoop van Zegen》中的主角克妮耶（Kniertje）命名。
这颗小行星的绝对星等为276.53744等。